# Barichneumon parvulus
Barichneumon parvulus là một loài tò vò trong họ Ichneumonidae.